# Anupama Kundoo

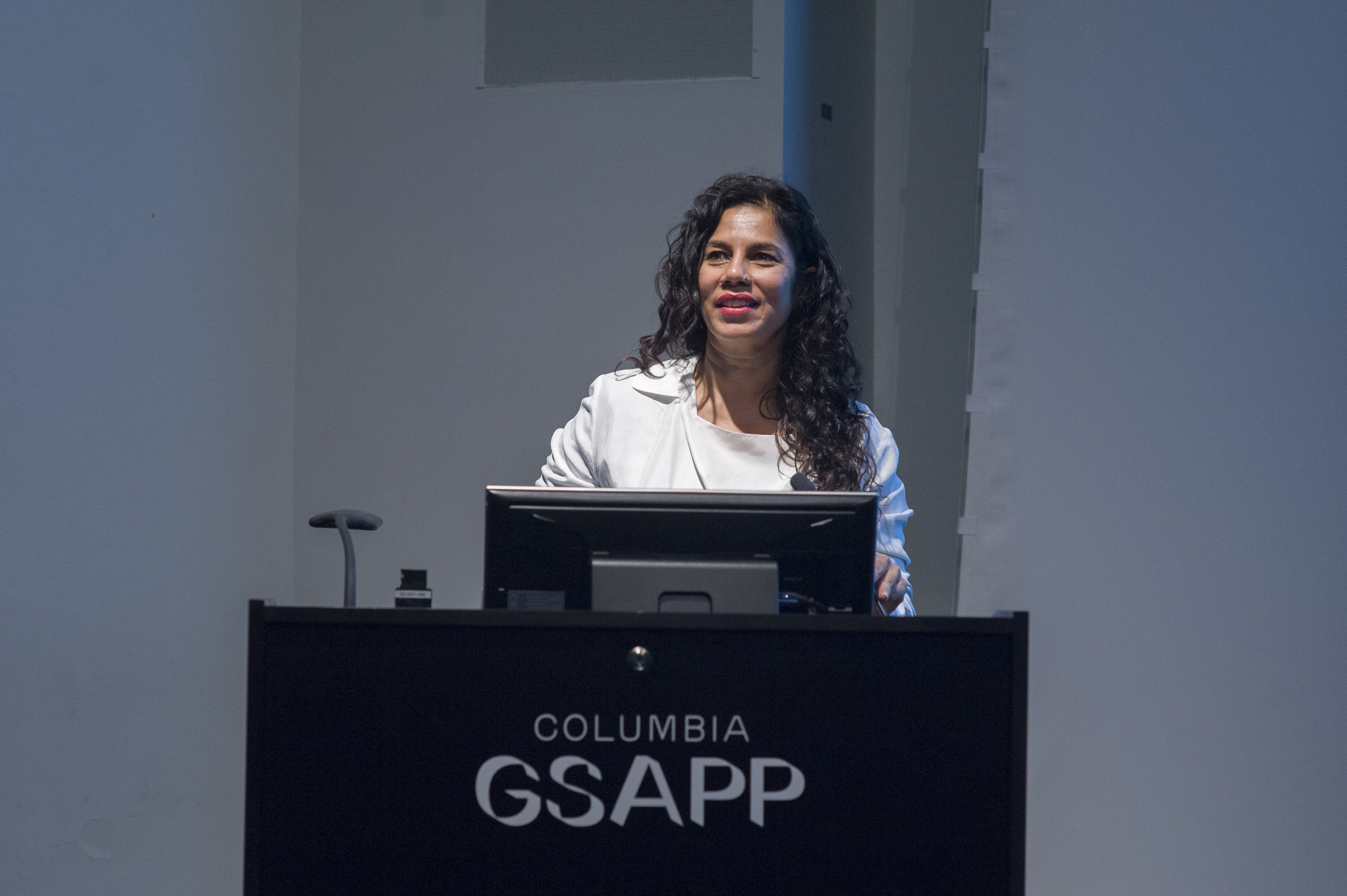
Anupama Kundoo

Anupama Kundoo (geboren 24. April 1967 in Pune) ist eine international bekannte indische Architektin und Professorin an der TU Berlin.

## Biographie
Anupama Kundoo studierte von 1984 bis 1989 Architektur am Sir J. J. College of Architecture der Universität Mumbai. 1989 erhielt sie dort ihren Bachelor of Architecture. 1990 gründete sie ihr Büro „Anupama Kundoo architects“. In der Anfangszeit ihres Büros etablierte sie sich in Auroville als praktizierende Architektin. Sie beschäftigt sich hier in ihren Projekten mit dem Thema des ressourceneffizienten und ökologischen Bauens. Für ihre Studie Urban Eco-Community: Design and Analysis for Sustainability, die sich mit ihrer Arbeit in Auroville beschäftigt erhielt sie das „Vastu Shilpa Foundation Fellowship“. Die Arbeit wurde 1999 von der Vastu Shilpa Foundation, Ahmedabad veröffentlicht.
2005 begann sie ihre Dissertation an der TU Berlin. Dort erhielt sie im Jahr 2008 für die Dissertationsschrift BUILDING WITH FIRE Baked-Insitu Mud Houses of India: Evolution and Analysis of Ray Meeker’s Experiments ihren Doktortitel.
Dort begann sie auch ihre Lehrtätigkeit, die sie dann an der AA School of Architecture London fortsetzte. Ihre erste Stelle als Assistent Professor erhielt sie 2011 an der Parsons New School of Design New York. 2012 setzte sie ihre Karriere an der University of Queensland, Australien als Senior Lecturer fort. Ihre erste Professur folgte 2014 in Madrid an der School of Architecture and Technology der Universidad Camilo José Cela, wo sie den Vorsitz von Affordable Habitat führte.
2018 wurde sie Professorin für Entwurf Tragwerk an der Fachhochschule Potsdam. Seit 2024 ist sie als Professorin für Architektur und Entwurfsmethoden an der TU Berlin tätig.
Außerdem hat sie 2021 eine zweijährige Gastprofessur zum Thema: „Sustainable Materials for a new Architectural Practice - Entering a circular economy“ an der Architekturfakultät des KIT erhalten.

## Werk
Ihr Werk umfasst über 100 Projekte, von denen die meisten in Indien realisiert sind. Sie beschäftigt sich darin mit neuen Baumaterialien, der Wiederverwendung von Baumaterialien und ökologischen und nachhaltigen sowie lokalen Bautechniken. Sie arbeitet mit kreativen Lösungen für soziale Bauaufgaben, bei denen immer ein elegantes Design und die Menschen im Vordergrund stehen. Ihr Motto dabei ist „To achieve more with less.“
Ein wichtiges Werk ist das Projekt „Wall House“ in Auroville (1997–2000). Als Wohnhaus für die Architektin selbst konzipiert, experimentiert es mit einfachen kosteneffizenten, ökologischen und lokalen Bautechniken und Baumaterialien. So passt es sich an seinen indischen Kontext an. Es wurde 2012 auf der Biennale in Venedig unter dem Titel Wall House One to One nachgebaut, um Ähnlichkeiten und Unterschiede in der weltweiten Bautätigkeit anhand eines Beispiels aus dem ländlichen Indien deutlich zu machen.
Ihr Fähigkeitenspektrum reicht von der Materialforschung über klassische Architekturaufgaben, Ausstellungen und Installationen bis hin zu städtebaulichen Planungen.

## Auszeichnungen und besondere Ehrungen
- 1996: „Vastu Shilpa Foundation Fellowship“ vergeben von der Vastu Shilpa Foundation for Studies and Research in Environmental Design[14]
- 2012: Beitrag Wall House One to One zur 13. Architektur-Biennale in Venedig.[15]
- 2013: arcVision Prize 2013 – Special Mention[16]
- 2016: Beitrag Building Knowledge: an inventory of strategies zur 15. Architektur-Biennale in Venedig.[17]
- 2021: RIBA Charles Jencks Award, vergeben von der Jencks Foundation in Kooperation mit dem Royal Institute of British Architects.[18][19]
- 2021: Le prix Auguste Perret pour la Technologie en architecture (Auguste Perret Preis für Technologie in der Architektur)[20] vergeben von der Union Internationale des Architectes.
- 2021: Building Sense Now Global Award, vergeben von Builduig Sense Now (Kooperation der DGNB und der IFC)[21][22]
- 2022: Jurymitglied bei den Lexus Design Awards[23]